# Nueva Esperanza (El Salvador)
Nueva Esperanza (auch Comunidad Nueva Esperanza) ist eine bäuerliche Genossenschaft im Municipio Jiquilisco (Departamento Usulután) im Südosten von El Salvador. Die Genossenschaft liegt in unmittelbarer Nachbarschaft des Ortes El Zamoran (auch Salinas El Zamorán) in der "Bajo Lempa"-Region, das heißt am Unterlauf des Río Lempa.  Ihr Name bedeutet "Neue Hoffnung".
Sie wurde 1991 durch ca. 400 Repatrianten des Bürgerkriegs in El Salvador (1980 bis 1991)  gegründet. 1999 gelang es den Einwohnern, die Eigentumsrechte als Genossenschaft zu erhalten. Heute leben dort ca. 500 Menschen.
Im Jahr 2007 wurden auf dem Gebiet von Nueva Esperanza die Gräber zweier Personen archäologisch ausgegraben. Da sie von einer Ascheschicht bedeckt wurden, waren sie außergewöhnlich gut erhalten. Die Vulkanasche stammte dabei von der Tierra Blanca Joven (TBJ) Eruption des Vulkans Ilopango. 2014 grub ein japanisches Team drei weitere, ebenfalls sehr gut erhaltene Skelette aus, deren Alter auf mindestens 1.600 Jahre geschätzt wurde. Die Personen wurden offenbar sitzend bestattet.